# Heinrich von Lehndorff-Steinort

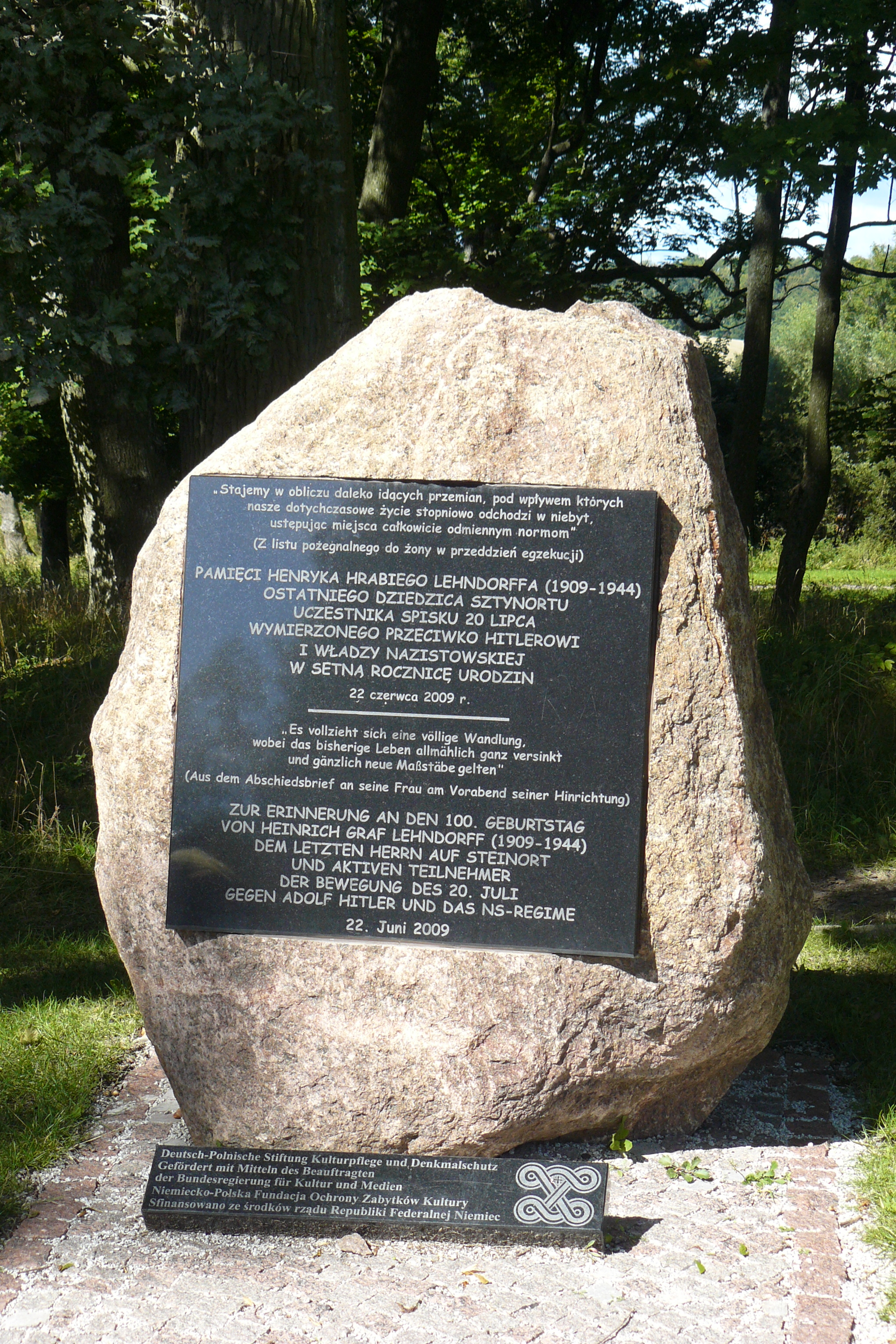
Piedra conmemorativa en ocasión del 100º aniversario de Heinrich Graf von Lehndorff, el último hombre de Steinort y participante activo en el intento de asesinato de Hitler el 20 de julio de 1944.

Heinrich Ahasverus Graf von Lehndorff-Steinort (22 de junio de 1909 - 4 de septiembre de 1944) fue un junker de Prusia Oriental y aristócrata que se convirtió en miembro del complot del 20 de julio para asesinar a Adolf Hitler.

## Biografía
Lehndorff nació en Hannover, Alemania, y estudió economía y administración de empresas en Frankfurt am Main. En 1936 se hizo cargo de la gestión de la finca familiar en Steinort en Prusia Oriental. Tras el estallido de la Segunda Guerra Mundial, primero fue desplegado en Polonia, y más tarde, como teniente de la reserva, ocupó un puesto en el personal del General Fedor von Bock, que más tarde se convertiría en comandante supremo del Grupo de Ejércitos Centro (Heeresgruppe Mitte). Durante la Operación Barbarroja (el ataque alemán a la Unión Soviética), Lehndorff fue testigo de una masacre de población judía cerca de Barysaŭ en Bielorrusia por los Einsatzgruppen. A partir de aquí, Henning von Tresckow lo adhirió para la causa de la resistencia militar (Widerstand) contra Hitler.
Como teniente de la reserva, Lehndorff estaba desplegado como oficial de enlace en el I Distrito de Defensa (Prusia Oriental) en Königsberg (actual Kaliningrado, Rusia). Un día después del fracaso del atentado sobre la vida de Hitler en la Guarida del Lobo el 20 de julio de 1944, Lehndorff fue arrestado. Junto a Kurt Hahn, Gerhard Knaak, Hans Otto Erdmann y Max Ulrich von Drechsel fue sentenciado a muerte por el Volksgerichtshof presidido por Günther Nebelung el 4 de septiembre de 1944. Fue colgado el mismo día en la prisión de Plötzensee en Berlín. Su esposa Gottliebe née Gräfin von Kalnein (1913-1993) y sus cuatro hijas (Marie Eleanore [quien se casó con el hijo de Wieland Wagner, Wolf Siegfried], Vera, Gabriele, y Katharina) pasaron el resto de la guerra confinadas en campos de concentración.
Su hija Vera von Lehndorff (1939) se convirtió en una conocida modelo de fotografía y actriz con el nombre profesional de Veruschka.